# Lisa Wittwer
Lisa Wittwer (Estados Unidos) é uma ex-ginasta estadunidense, que competiu em provas de ginástica artística.
Wittwer fez parte da equipe estadunidense que disputou os Jogos Pan-americanos de Caracas, na Venezuela. Neles, foi membro da seleção campeã por equipes, após a nação não subir ao pódio na edição anterior. Individualmente, conquistou medalhas ainda em quatro disputas: no individual geral, foi a medalhista de bronze, atrás da compatriota Yumi Mordre; nos aparelhos, saiu-se como segunda colocada nas barras assimétricas, em prova conquistada pela compatriota Lucy Wener; no solo e no salto sobre o cavalo, repetiu a terceira posição do concurso geral e encerrou a competição com cinco medalhas.